# 上頭斜筋
上頭斜筋（じょうとうしゃきん、英語: obliquus capitis superior muscle）は背部の筋肉のうち、環椎と後頭骨の間を繋いでいる筋肉である。頭部の後屈、側屈、回旋作用を持つ。
上頭斜筋の起始は、環椎の横突起から起こり、後頭骨に停止する。